# Wilhelm Böckmann
Wilhelm Böckmann, född 29 januari 1832 i Elberfeld, död 22 oktober 1902 i Berlin, var en tysk arkitekt.
Han utbildade sig först i Elberfeld till timmerman. Därefter började han 1854 studera vid Berliner Bauakademie, där han 1859 utexaminerades som Bauführer (byggnadsverkmästare). Han fick också pris för sina ypperliga studieresultat, vilket möjliggjorde långa studieresor tillsammans med Hermann Ende. Åter i Berlin startade han tillsammans med nämnda kollega arkitektfirman Ende & Böckmann och i anslutning till detta avlade de båda examen som Baumeister (byggmästare).
Böckmann startade 1866/67 tillsammans med några kollegor tidskriften Deutsche Bauzeitung. Han var från 1869 i många år ordförande för Architekten-Verein zu Berlin, i vilket han 1902 utnämndes till hedersmedlem. Ende & Böckmann utförde ett stort antal byggnader runt om i världen och hade en period även ett kontor i Japan. Arkitektkontoret, på vilket även andra arkitekter var verksamma, till exempel Rudolf Schilling, fick världsrykte och upphörde 1895, när de båda grundarna drog sig tillbaka. Böckmannbrücke i Berlin-Zehlendorf är uppkallad efter honom.

## Verk
- Byggnad för Preußische Bodenkreditbank (1871–74)
- Byggnad för Deutsche Union-Bank (1872–74)
- Byggnad för Architekten-Verein zu Berlin (1875–76)
- Café Bauer (1877)
- Sedan-Panorama vid Bahnhof Alexanderplatz (1883)
- Bostadshus Voßstraße 33, senare järnvägsförvaltning (1884–86)
- Schiess'sches Haus i Magdeburg (1885)
- Åtskilliga byggnader i Zoologischer Garten, Berlin
- Gamla Justitiedepartementet i Tokyo (1895)